# Charles Davis
Charles Davis (Nueva Orleans, 1823-1903) fue un marino y luego corsario estadounidense que sirvió bajo las órdenes de William Walker en las guerras de Filibusteros en Nicaragua.

## Biografía

### Juventud
Charles, cuando niño, fue alistado por su padre en un barco que recorría el río Misisipí llevando mercancías. Allí, bajo la tutela del capitán Gerald Cornn, emprendió varios viajes, primero por el territorio interior de los Estados Unidos y luego por el mar Caribe. Participó en varias refriegas con barcos militares españoles que no permitían el comercio estadounidense en Cuba. En estas refriegas el barco en el que viajaba Davis, el SS Orleans Indian, fue hundido por la flota española, que tomó prisioneros a los sobrevivientes y fusiló al capitán Cornn.

### Cautivo de los españoles
Capturado el joven Davis, fue llevado a La Habana, en Cuba, en donde pasó 5 años como prisionero. Pese a las negociaciones que el gobierno estadounidense hizo para que el gobernador español de Cuba dejara libres a los prisioneros, no hubo resultados hasta el año de 1845, cuando se dejó libres a los cautivos. Davis experimentó varias situaciones cuando fue cautivo que lo hicieron cambiar de ideología, ahora se convertiría en un corsario.

### Regreso a los Estados Unidos
En 1845, Davis desembarcó en Nueva Orleans, sumido en la miseria, pues sus padres habían muerto. Se trasladó a California, que en ese momento experimentaba la Fiebre del Oro. Hizo el viaje solo, a caballo, hasta llegar en unos meses a San Francisco, donde no consiguió un trabajo estable, dándose cuenta de que el trabajo en los ríos era muy pesado y también que los trabajadores pobres eran explotados por el capataz, buscó y encontró trabajo en un pesquero, ganando dinero suficiente para vivir bien.
Sufrió un accidente en 1848 en el que casi pierde una pierna. Se hizo adicto al opio por consecuencia del tratamiento contra el dolor. Sumido en la miseria, gastó lo último que le quedaba en las tabernas de San Francisco. En uno de esos lugares, conoció al recién absuelto William Walker, que regresaba de tratar de conquistar el territorio mexicano de Baja California con unos 45 hombres. Walker lo convenció de que lo acompañara en una nueva expedición que tenía planeada, esta vez en Centroamérica, para establecer una colonia estadounidense. El territorio elegido fue Nicaragua.Walker necesitaba un marino experimentado, para que llevara a su expedición a conquistar dicho territorio.
Davis, con la ayuda económica de Walker y algunos empresarios, compró un barco de vela, que bautizó SS Golden Pellican. En 1852, la expedición de Walker y Davis salió de California hacia Centroamérica.
Al llegar en dos semanas, de inmediato procedieron a hacer la guerra al partido democrático, que en ese momento estaba en conflicto con otra facción de Nicaragua. Nicaragua atravesaba una guerra civil, así que dicha situación fue aprovechada por los filibusteros, que lograron en dos meses apoderarse del gobierno. Walker mandó fusilar a las autoridades y proclamó su República.
Los gobiernos de Centroamérica, viendo que dicha intromisión suponía un atentado contra su soberanía, formaron una alianza para reclamar a los Estados Unidos esa actitud de colonialismo.
El gobierno estadounidense se desentendió de dichas protestas, pero después, bajo la amenaza que dio Gran Bretaña, desconoció la expedición de Walker, y autorizó a Costa Rica, Honduras y Guatemala a dar fin a la expedición de Walker por la vía armada.

### Batallas en Nicaragua y ejecución de Walker
El ejército costarricense, con 2.500 hombres, desembarcó en Nicaragua, para poner fin a esa situación. El gobierno de Walker exhortó a la gente de Nicaragua para que se uniera al ejército filibustero, pero solo logró reunir unos 25 hombres en todo el país, así que Walker y Davis se dispusieron a ir a hacer frente a los costarricenses. Cerca de la costa, los 140 hombres de Walker y Davis fueron derrotados y capturadas la mayor parte de sus tropas, decidieron atrincherarse en la isla de San Juan del Mar, aprovechando que los costarricenses no contaban con las suficientes embarcaciones para invadir la isla.
La armada hondureña, que sí contaba con barcos, decidió tomar la situación en sus manos, invadiendo la isla, pero no pudiendo capturar a Davis y Walker, que junto con diez de sus hombres, se refugiaron en una casa, ofreciendo una resistencia de dos días. Después de esto, las municiones de los filibusteros se acabaron y William Walker dispuso que Davis fuera a dar cuenta de la rendición a los hondureños. Estos capturaron a los filibusteros y los declararon culpables de varios cargos. Luego, los filibusteros fueron ahorcados y Walker fusilado.
Davis fue dejado en libertad por ciertas razones y viajó con rumbo a México, en donde vivió hasta el día de su muerte, el 23 de febrero de 1903.
- Datos: Q5764844